# Oulainen
Oulainen es una ciudad y un municipio de Finlandia fundado en 1865.

## Localización y geografía
Está localizado en la provincia de Oulu y es parte de la región de Ostrobotnia del norte. Cubre una área de 597,54 km² (10,01km² corresponden a agua).
Además de la ciudad, el municipio incluye los pueblos de Kilpua, Lehtopää, Matkaniva, Petäjäskoski, Piipsjärvi y Honkaranta.

## Eventos
Algunos eventos importantes son la Feria Nacional de Máquinas (Waltakunnalliset Weteraanikonepäivät) y la Semana de la música de Oulainen (Oulaisten Musiikkiviikot), que cumplió su vigésimo aniversario en 2006. El coro juvenil de Oulainen (Oulaisten Nuorisokuoro) ha recibido elogios a nivel internacional.

## Idioma
El municipio tiene por lengua oficial el finlandés. Este ha sido anteriormente conocido como "Oulais" en sueco, pero actualmente se le denomina "Oulainen".

## Personas famosas de Oulainen
- Eeli Erkkilä: Ministro y Parlamentario, campeón de Ciclomotor.
- Elsi Hetemäki-Olander: Parlamentario.
- Katja Hänninen: Parlamentario.
- Tapani Tirilä: Maestro de música y el director del Coro de Juventud de Oulainen.
- Merja Kiviranta: Triatleta
- Katja Küttner: Actriz.
- Matti Alatalo: Entrenador de hockey del hielo.
- Marita Pekkala: Modelo.
- Pekka Punkeri: Bailarín de tango.